# Peter Pál Pelbart
Peter Pál Pelbart (Budapest, 1956) es un filósofo, ensayista, profesor universitario y traductor húngaro residente en Brasil.

## Biografía
Nacido en Budapest, se mudó a Brasil con su familia siendo aun un niño. Graduado en Filosofía en la Universidad de la Sorbona (1983), máster en la Pontifícia Universidade Católica de São Paulo (PUC-SP) (con su TFM Da clausura do fora ao fora da clausura: loucura e desrazão, 1988, dirigida por Jeanne Marie Gagnebin), y doctor en Filosofía por la Universidade de São Paulo (con la tesis O tempo não-reconciliado: imagens de tempo em Deleuze, 1996, dirigida por Bento Prado Júnior). Vive en la ciudad de São Paulo, donde es profesor en el Departamento de Filosofía en la Pontifícia Universidade Católica de São Paulo desde el año 2000 y miembro del Núcleo de Estudos da Subjetividade de Posgrado en Psicología Clínica, junto a Suely Rolnik, y coordina la compañía teatral Ueinzz, formada por pacientes psiquiátricos del hospital de día A Casa. Además, es uno de los fundadores de la Editorial n-1, que publica libros-objeto que actualizan y provocan preguntas contemporáneas cruciales.
Los temas de sus libros giran en torno al tiempo (la imagen del tiempo en Gilles Deleuze: O tempo não-reconcilado), la esquizofrenia (Da clausura do fora ao fora da clausura) y la biopolítica (donde también toman importancia estudios queer y de género). A partir de sus dos experiencias, filosófica y esquizoanalítica, teoriza sobre las subjetividades contemporáneas, en particular las que van del agotamiento al nihilismo. Es miembro, con Suely Rolnik, del Centro de Investigación sobre Subjetividad.